# Prizmán
A prizmán vagy Ladenburg-benzol többgyűrűs szénhidrogén, képlete C6H6. A benzol izomerje, pontosabban egyik kötési izomerje. A benzolnál jóval kevésbé stabil. Molekulájában a szénatomok (és a hidrogének is) egy háromszög alapú hasáb (prizma) hat csúcsán helyezkednek el. Ez a prizmánok csoportjának névadója és legegyszerűbb képviselője. Ezt a felépítést Albert Ladenburg az akkor még ismeretlen szerkezetű benzolra javasolta. Első szintézisét 1973-ban valósították meg.

## Történeti áttekintés
A XIX. század közepén a kutatók több lehetséges szerkezetet is javasoltak a benzolra, mely megfelelt az égetéses elemzéssel kapott C6H6 összegképletnek. Ezek közül az első, Kekulé által 1865-ben megadott szerkezet bizonyult később a benzol tényleges szerkezetéhez legközelebb állónak. Mások is próbáltak az összegképletnek megfelelő szerkezeteket javasolni, például Ladenburg a prizmánt, Dewar a Dewar-benzolt, Koerner és Claus a Claus-benzolt. Ezen szerkezetek egy részét a későbbi évek folyamán elő is állították. A prizmánt – a benzol többi feltételezett szerkezetéhez hasonlóan – gyakran említik a szakirodalomban, mivel része volt annak a rögös útnak, amely elvezetett a benzol mezomer szerkezetének és a rezonanciának a megértéséhez. A számítógépes kémia némelyik művelője még mindig kutatja a C6H6 lehetséges izomerjei közötti különbségeket.

## Tulajdonságai
Szobahőmérsékleten színtelen folyadék. Molekulájában a szén-szén kötésszög a háromszögeken belül a szokásos 109° helyett 60°, ami a ciklopropánhoz hasonlóan nagy gyűrűfeszültséget okoz. A szénhidrogének esetében szokatlan módon robbanásveszélyes vegyület. A feszült gyűrűszerkezet miatt a kötési energiák nem túl nagyok, kis aktiválási energia hatására felszakadnak, emiatt előállítása sem egyszerű. Woodward és Hoffmann megállapította, hogy a prizmán hő hatására benzollá történő átrendeződése szimmetria tiltott, ahhoz hasonlítva a helyzetet, mint amikor „egy dühödt tigris nem tud kitörni egy papírketrecből”. A feszült szerkezet és a benzol aromás rendszerének stabilizáló hatása miatt a prizmán a becslések szerint 90 kcal/mol energiával kevésbé stabil a benzolhoz képest, de ennek az erősen exoterm átalakulásnak az aktiválási energiája meglepően magas, 33 kcal/mol, így a vegyület szobahőmérsékleten állandó.
Szubsztituált származéka, a hexametilprizmán (melyben mind a hat hidrogént metilcsoport helyettesíti) stabilabb, ezt a vegyületet 1966-ban állították elő átrendeződési reakciókkal.

## Szintézise

A prizmán szintézise

A szintézise benzvalénből (1) és az erős dienofil 4-fenil-1,2,4-triazol-3,5-dion-ból (2) indul ki. A reakció karbokation köztiterméken át végbemenő, lépcsőzetes Diels–Alder-szerű reakció. A kapott adduktumot (3) ezután bázisos körülmények között hidrolizálják, majd savas réz(II)-kloriddal annak származékává alakítják. Erős bázissal történő semlegesítés után egy azovegyület (5) kristályosítható ki, a kitermelés 65%-os. Az utolsó lépésben az azovegyület fotolízisével kettős gyök jön létre, melyből prizmán (6) és nitrogén keletkezik, a kitermelés 10% alatti. A vegyületet preparatív gázkromatográfiával különítették el.

## Fordítás
Ez a szócikk részben vagy egészben  a   Prismane című angol Wikipédia-szócikk ezen változatának fordításán alapul.  Az eredeti cikk szerkesztőit annak laptörténete sorolja fel. Ez a jelzés csupán a megfogalmazás eredetét és a szerzői jogokat jelzi, nem szolgál a cikkben szereplő információk forrásmegjelöléseként.